# Charly (Orang-Utan)
Charly (* vermutlich 1957 auf Sumatra; † 15. Oktober 2014 in Frankfurt am Main) war ein Sumatra-Orang-Utan (Pongo abelii), der von 1978 bis zu seinem Tod im Zoo Frankfurt lebte.
Charly war einer der letzten Orang-Utans, der als Wildfang in einen deutschen Zoo kam. Er wurde vermutlich 1957 in der Wildnis geboren. 1962 wurde er auf Sumatra gefangen und zunächst in den Stuttgarter Zoo gebracht. 1978 kam Charly nach Frankfurt am Main und war seitdem eines der bekanntesten Tiere im Menschenaffengehege. Über die Jahre seiner Gefangenschaft zeugte er insgesamt 19-mal Nachwuchs in verschiedenen Zoos auf der ganzen Welt.
2014 verschlechterte sich sein Gesundheitszustand. Aufgrund von Gelenkschmerzen und allgemeinen Alterserscheinungen wurde er schließlich am 15. Oktober 2014 eingeschläfert. Zum Zeitpunkt seines Todes war er der älteste bekannte Orang-Utan der Welt.